# Jean Ginsberg
Pour les articles homonymes, voir Ginsberg.
Jean Ernest Ginsberg (né à Częstochowa en Pologne le 20 avril 1905, mort à Paris le 14 mai 1983) est un architecte français.

## Biographie
Fils d'un grand industriel chimiste d'origine juive, il baigne dans un milieu germanophone (son père a suivi des études de chimie à Zurich) et francophile. Il commence des études d'architecture à Varsovie puis arrive en France en 1924 pour suivre des études à l'École spéciale d'architecture, où enseigne Robert Mallet-Stevens. Il est diplômé en 1929. Il travaille ensuite quelques mois dans l'atelier de Le Corbusier puis une année dans celui d'André Lurçat. Il réalise ses premières opérations avec l'architecte russe Berthold Lubetkin (qu'il avait rencontré à l'école d'architecture de Varsovie) jusqu'en 1931 puis avec l'architecte d'origine allemande François Heep jusqu'en 1939. Il est naturalisé français à cette même date.
Dans la clandestinité du fait de ses origines pendant l'Occupation, il continue à construire et commence notamment en 1941 la reconstruction de l'usine de la Compagnie industrielle du bois à Bonneuil-sur-Marne, qui sera achevée en 1948.
Il réalise un grand nombre d'immeubles de luxe à Paris et en région parisienne, dont l'un des plus célèbres au 25 avenue de Versailles. Beaucoup de ses constructions se trouvent en effet dans le 16e arrondissement de Paris : « C'est son milieu naturel, un quartier résidentiel en pleine mutation où il reste des entrepôts, des garages… et donc des terrains à bâtir » explique son biographe Philippe Dehan. Il s'agit de « logements bourgeois, de petite taille, au plan très rationnel, ce qui limite les coûts et le besoin en domestiques. Des appartements modernes qui répondent aux attentes de la bourgeoisie bohème du Paris des années folles ».
À la tête de l'agence « Jean Ginsberg & associés », il réalise 250 projets et près de 15 000 logements, en collaboration avec les architectes André Ilinski, Jean Fayeton et Georges Massé. 
Il multiplie par ailleurs les collaborations avec les artistes tels que Victor Vasarely (notamment au 59-65 boulevard Lannes ou au 6 rue du Général-Camou), mais aussi André Bloc et le sculpteur Émile Gilioli. Il participe au groupe « Espace » (regroupant des artistes et des architectes tels que Jean de Mailly et Bernard Zehrfuss), qui recherche une « synthèse des arts ».
Pour autant, il occupe très peu de fonctions officielles auprès de l'État, sinon un poste d'architecte de la Reconstruction pour la modeste ville de Wittelsheim, ou encore architecte de la SNCF pour la ligne Paris-Lyon. Il participe à la fin de sa vie à l'aménagement de la ville israélienne d'Ashdod, en compagnie de Martin Van Treeck et Pierre Vago.
L'ensemble des fonds d'archives de son cabinet est conservé par l'Institut français d'architecture depuis 1989.

## Distinctions
- Chevalier de la Légion d'honneur
- Officier de l'ordre de Saint-Charles

## Principales réalisations

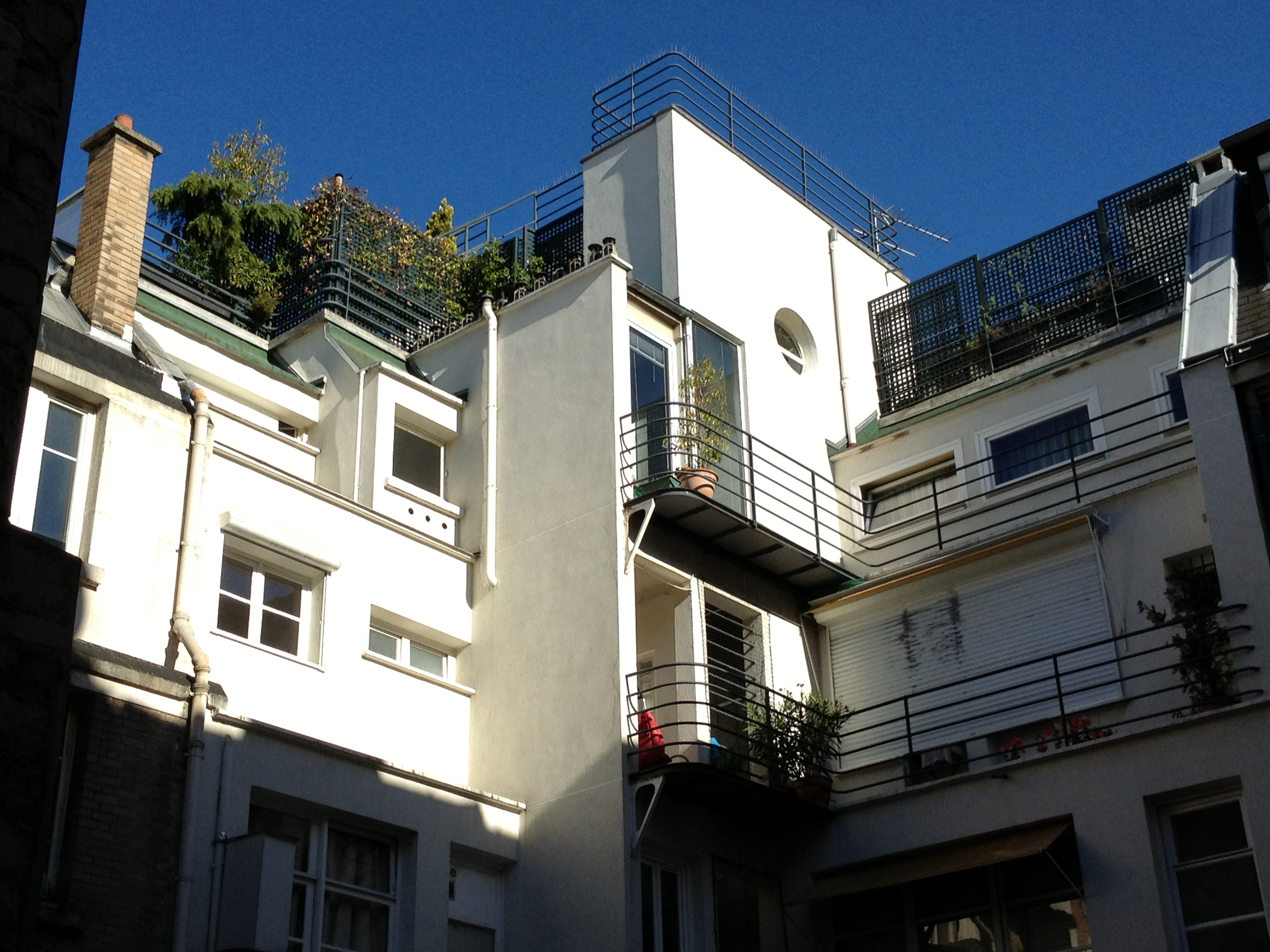
Façade côté cour du 25, avenue de Versailles, Paris.

- 1931-1932 : immeuble du 25 avenue de Versailles, dans le 16e arrondissement de Paris en collaboration avec Berthold Lubetkin (inscrit ISMH). La famille de Ginsberg en est le maître d'ouvrage[4] ;
- 1933 : hôtel particulier de la Bégassière, avenue des Peupliers, villa Montmorency, dans le 16e arrondissement de Paris ;

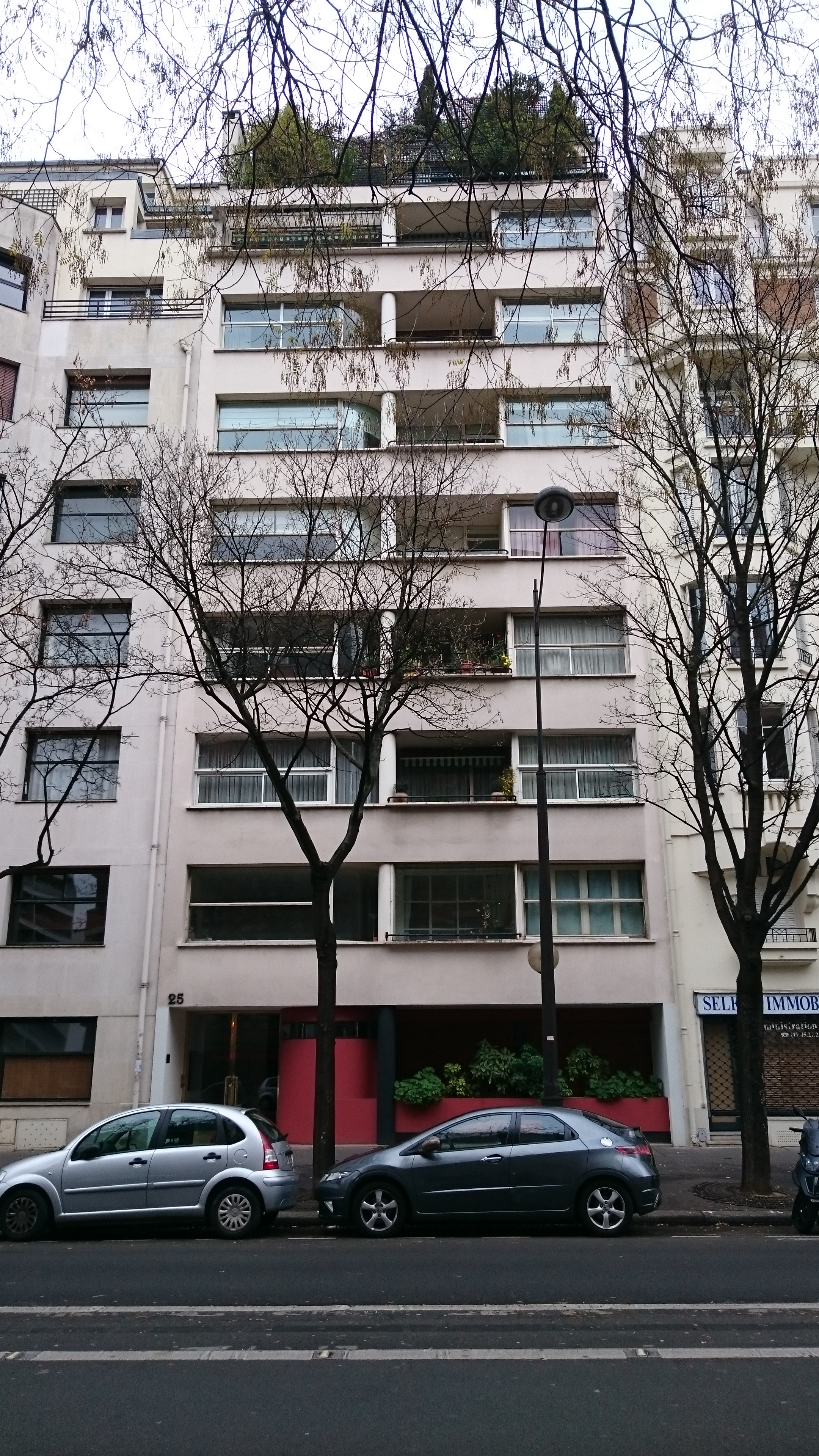
25 avenue de Versailles, Paris Architecture Jean Ginsberg (1931).

- 1933-1934 : immeuble du 42 avenue de Versailles, dans le 16e arrondissement de Paris, en collaboration avec François Heep. Jean Ginsberg s'y cacha durant la Seconde Guerre mondiale[1] ;
- 1935 : immeuble, 8 rue des Pâtures, dans le 16e arrondissement de Paris, en collaboration avec François Heep ;
- 1935-1936 : immeuble du 5 avenue Vion-Whitcomb, dans le 16e arrondissement de Paris ;
- 1936-1952 : immeuble, 28 rue Chardon-Lagache, dans le 16e arrondissement de Paris ;
- 1938 (vers) : électrification de la ligne SNCF Paris-Lyon, bâtiment des répéteurs et logements du personnel ;
- 1941-1948 : usine de la Compagnie industrielle du bois à Bonneuil-sur-Marne (Val-de-Marne) ;
- 1948 : immeuble[Lequel ?] de l'OCDE dans le 16e arrondissement de Paris ;
- 1950-1953 : résidence de la Muette, 19 rue du Docteur-Blanche, dans le 16e arrondissement de Paris, en collaboration avec Georges Massé ;
- 1951-1960 : immeuble, 59-65 boulevard Lannes, rue Adolphe-Yvon, dans le 16e arrondissement de Paris, où Victor Vasarely compose une vaste série de grands panneaux muraux le long du boulevard ;
- 1952-1953 : villa « La Lointaine » à Moret-sur-Loing (Seine-et-Marne) ;
- 1955 : résidence de l'Abbaye, 4 rue des Capucins à Meudon (Hauts-de-Seine)[5] ; sculpture d'André Bloc ;
- 1955 - 1960 : résidence 11 rue de la porte Jaune à Garches - En collaboration avec Pierre Vago ;
- 1956-1959 : immeuble 6 rue du Général-Camou dans le 7e arrondissement de Paris où Victor Vasarely réalise une longue composition murale menant au seuil de l'édifice ;
- 1960 : résidence du Butard, La Celle-Saint-Cloud (Yvelines) ;
- 1959-1963 : grand ensemble de La Pierre Collinet à Meaux (2000 logements, 6 barres de 15 étages et 3 tours de 23 étages), en collaboration avec Max Tournier[6] (détruit  progressivement entre 1990 et juin 2011) ;
- 1961-1967 : résidence du parc du château de Courcelle à Gif-sur-Yvette (Essonne) : immeuble de logement et centre commercial ;
- 1962 : immeubles de logements au 6-12 rue Raffet, dans le 16e arrondissement de Paris, en collaboration avec Georges Goldberg ;
- 1962 : immeubles de logements 37-39 boulevard Murat, dans le 16e arrondissement de Paris ;
- 1962 : logements et ambassade de Finlande en France, rue Fabert, dans le 7e arrondissement de Paris[7] ;
- 1964 : immeubles de logement, 154 avenue Léon-Bollée au Mans ;
- 1964-1975 : domaine de Montval à Marly-le-Roi (Yvelines) ;
- 1965 : immeubles de logements et de bureaux place Rabelais à Tours ;
- 1965 : domaine le Parc aux biches, Évry (Essonne) ;
- 1967 : grand ensemble de la Croix de Vernailles à Étampes, 472 logements construits pour le « Foyer du Fonctionnaire et de la Famille » ;
- 1967-1972 : plan d’urbanisme et immeubles de la zone sud des Mureaux (Yvelines), réalisé avec le modèle Tecton ;
- 1968-1969 : résidence Saint-Michel, rue de Boieldieu à Saint-Michel-sur-Orge (Essonne), 260 logements individuels et en petits collectifs ;
- 1968-1970 : « quartier de la Haie Normande », ZUP d’Argenteuil ;
- 1968-1969 : immeuble à l'angle de la rue Molitor (37) et de la rue Michel-Ange (38) dans le 16e arrondissement de Paris ;
- 1971-1972 : résidence de standing de 470 logements Juan-les-Pins ;
- 1975 (vers) : « Val Notre Dame », ZUP d’Argenteuil, deuxième tranche ;
- 1979 : université technique de Libreville, au Gabon ;
- 1978-1982 : complexe résidentiel des Spélugues, à Monte-Carlo, Monaco (hôtel Loews et immeubles d'appartements) ;
- 1979 : centre de Congrès Auditorium, quartier de Monte-Carlo, Monaco, comportant une décoration du toit terrasse par Victor Vasarely.

## Galerie

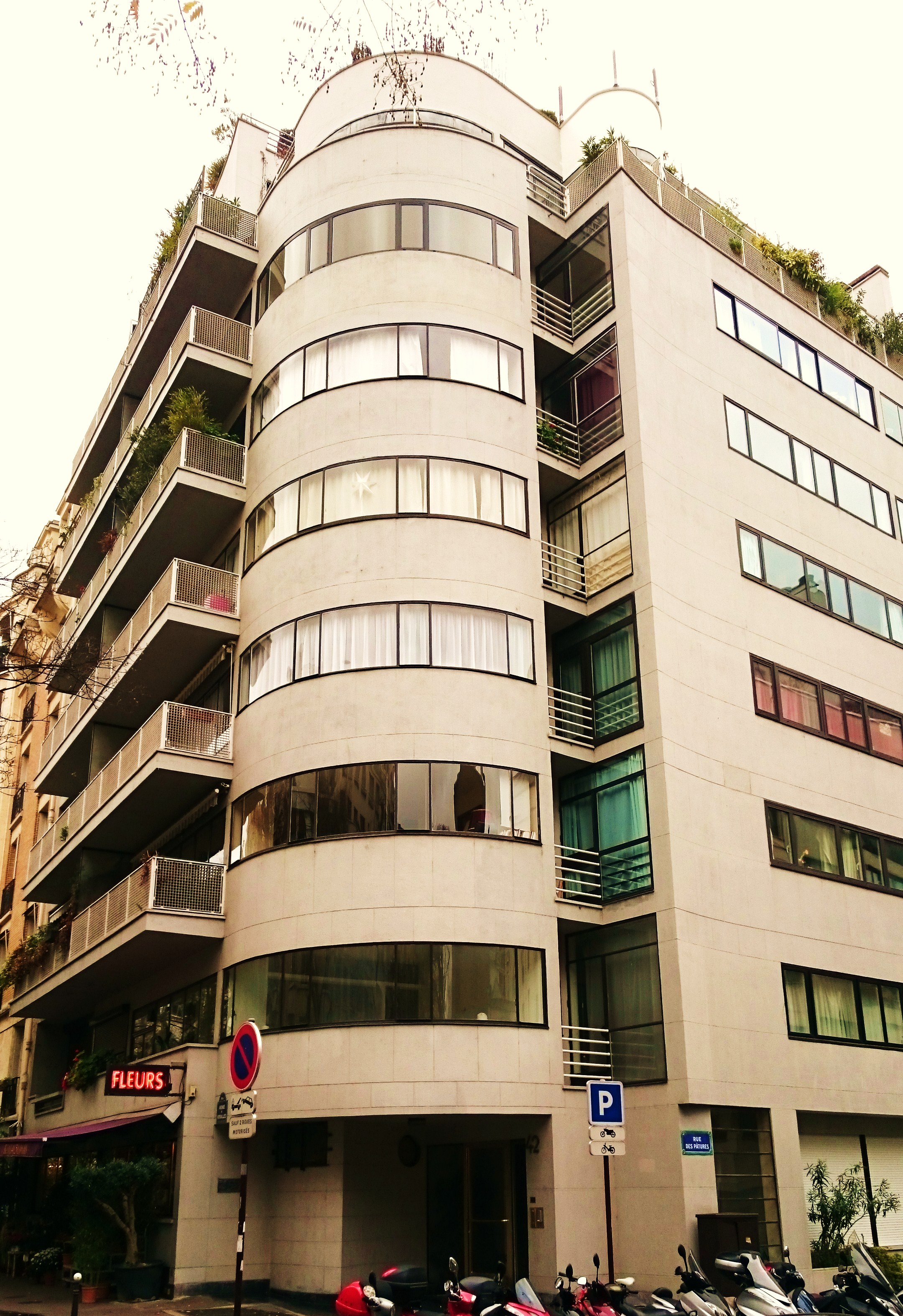
42 avenue de Versailles, Paris Architecture Jean Ginsberg (1933-1934) avec F. Heep.
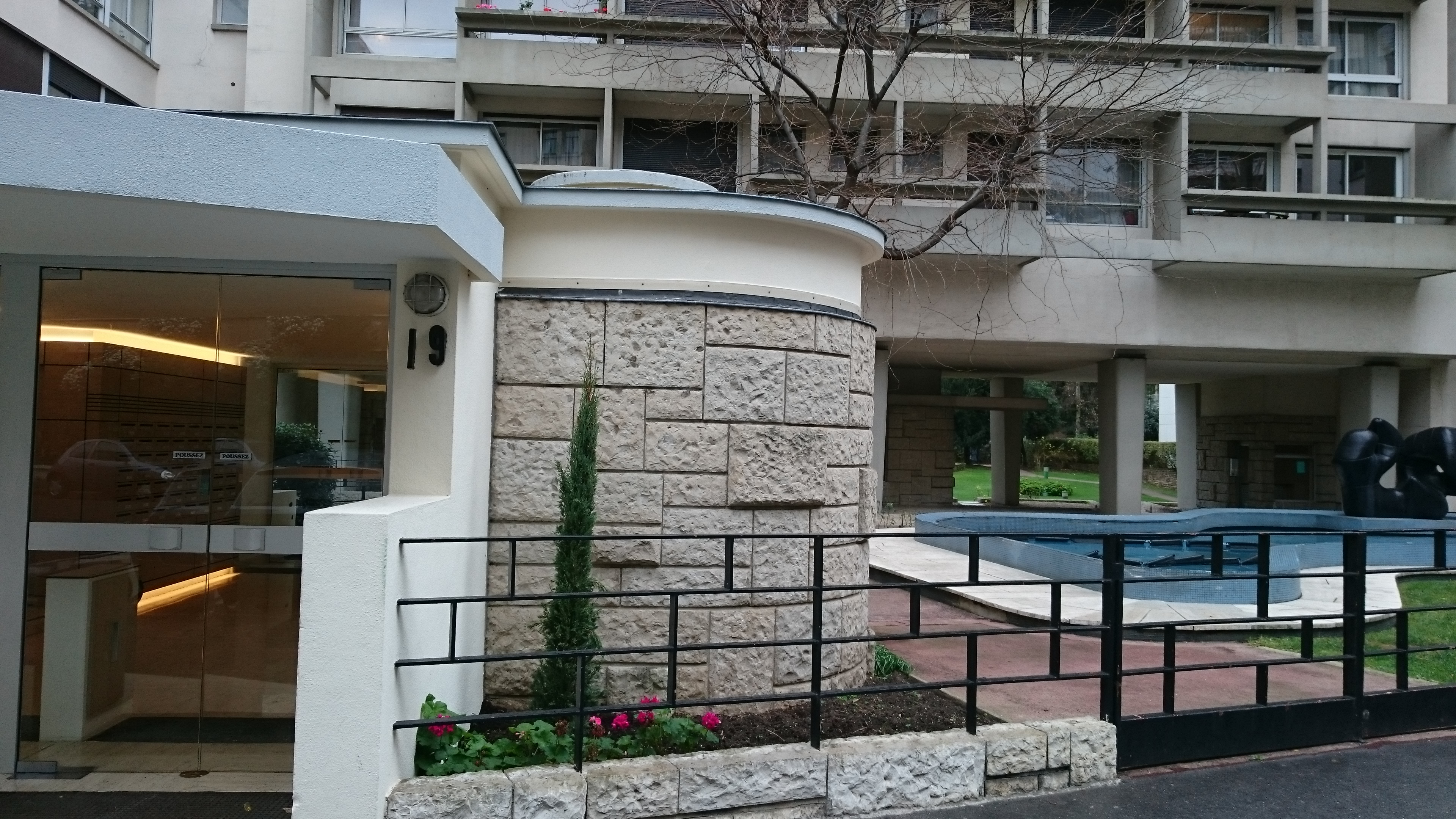
19 rue du Docteur-Blanche, Paris Architecture Jean Ginsberg avec G. Massé (1950-1953).
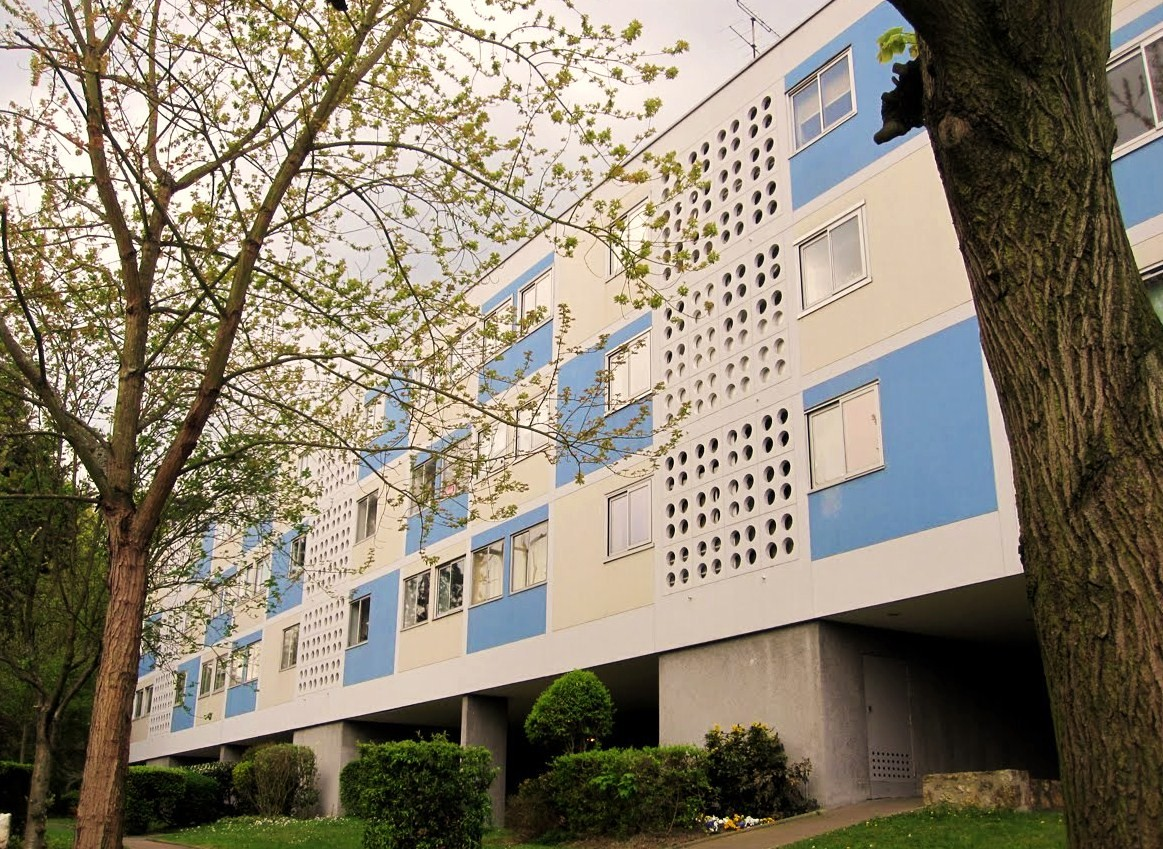
Côté rue 4 rue des Capucins, Meudon, résidence de l'Abbaye, Architecture Jean Ginsberg (1955-1958).
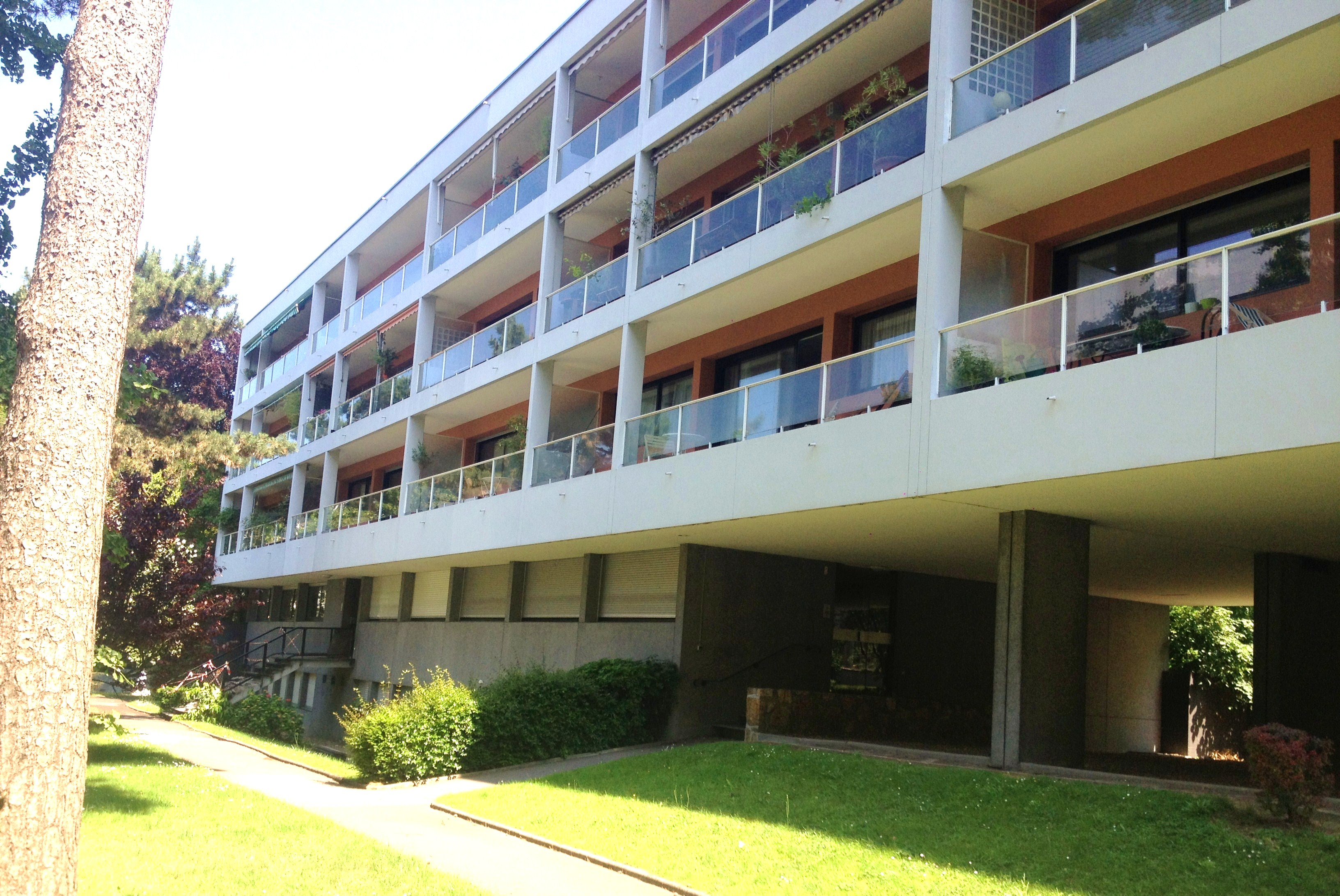
4 rue des Capucins, Meudon, résidence de l'Abbaye - côté jardin  Architecture Jean Ginsberg (1955-1958).
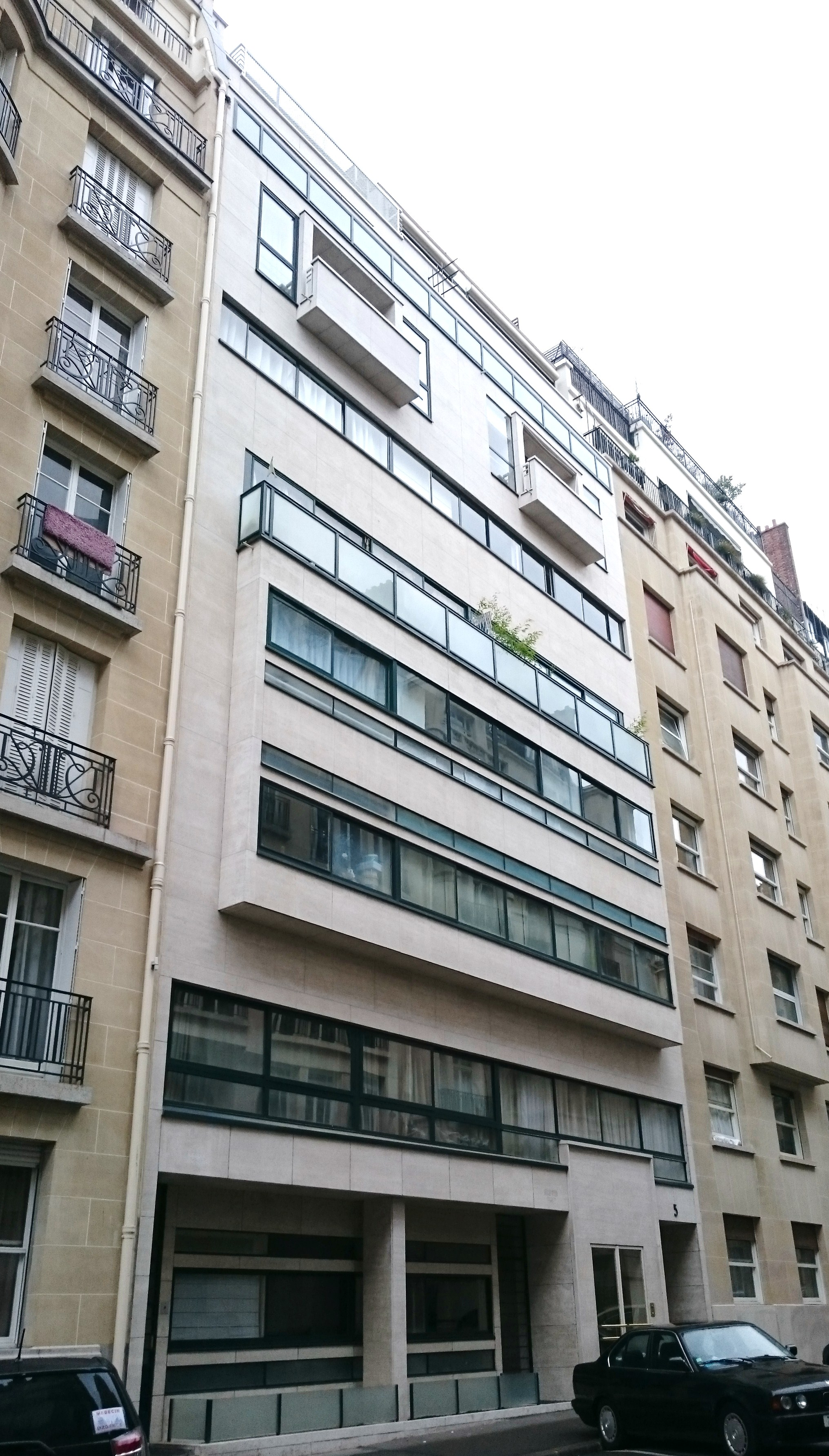
5 av. Vion-Whitcomb, Paris (1935).